# Post mortem (pel·lícula)
Post mortem és una pel·lícula coproducció xilena-mexicana dirigida per Pablo Larraín. Protagonitzada per Alfredo Castro i Antonia Zegers. Tracta de l'amor després de la mort. La pel·lícula va competir a la 67a Mostra Internacional de Cinema de Venècia, al Festival de Cinema d'Antofagasta, al Festival Internacional del Nou Cinema Llatinoamericà de l'Havana i al Festival Internacional de Cinema de Guadalajara.

## Sinopsi
Mario Cornejo (Alfredo Castro) és un auxiliar a la morgue (S.M.L.) i l'amanuense a càrrec de transcriure les autòpsies que realitzen els tanatòlegs. En els dies que envolten el Cop d'estat a Xile de 1973 es veu embolicat en una història d'amor amb una ballarina (Antonia Zegers) del Bim Bam Bum, que desapareix misteriosament el matí de l'11 de setembre. La cerca de Cornejo travessant una ciutat assetjada i desolada ho posaran com un testimoni privilegiat d'aquests dies, enmig d'una història d'amor, mort i traïció. El personatge de Mario Cornejo està basat en una persona real.

## Repartiment
- Alfredo Castro - Mario Cornejo

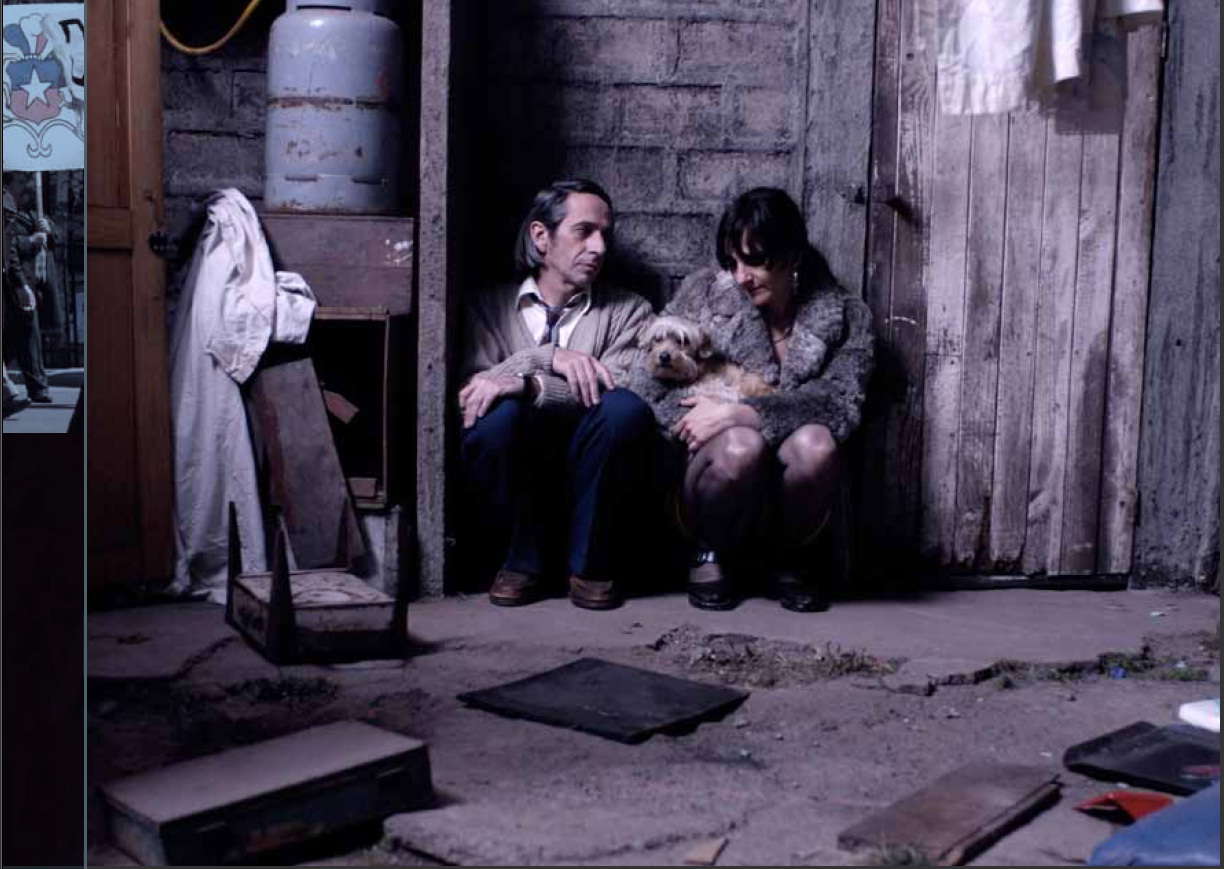
Alfredo Castro i Antonia Zegers en una escena de Post mortem

- Antonia Zegers - Nancy Puelma (ballarina del Bim Bam Bum)
- Jaime Vadell - Dr. Castillo
- Amparo Noguera - Sandra
- Marcelo Alonso - Víctor
- Marcial Tagle - Capitán Montes
- Santiago Graffigna - David Puelma
- Ernesto Malbrán - Arturo Puelma
- Aldo Parodi - Pato
- Rodrigo Pérez - Coronel
- Adriano Castillo - humorista

A l'edición Blu-ray amb la col·laboració especial de:
- Claudia Di Girolamo - Marta (tia de Nancy)
- Luis Gnecco - Tato (espòs de Marta)

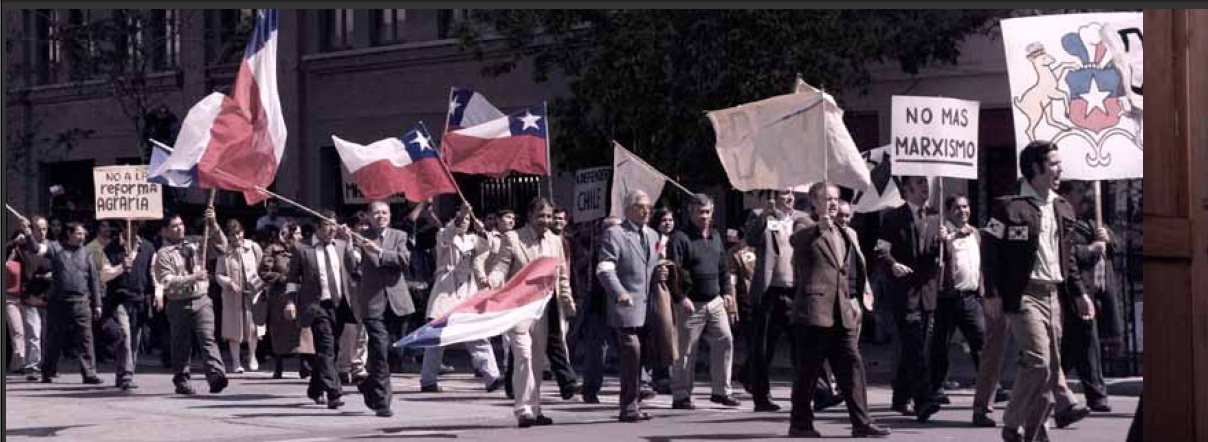
Escena de Post mortem, de Pablo Larraín, ambientada en el convulsionat Xile de 1973

- Mario Cornejo

## Fotografia
La pel·lícula té una relació d'aspecte projectada de 2,66: 1, que és molt ampla i molt inusual. Un crític observa que "l'esquema de colors apagats de Post Mortem reflecteix el món sòrdid dels anys 70 que només afegeix insult a la lesió de les víctimes trepitjades per Pinochet". Amb el director de fotografia Sergio Armstrong, Larraín va rodar la pel·lícula amb lents anamòrfiques russes LOMO, utilitzat als anys setanta per Andrei Tarkovsky i altres cineastes russos. Les lents estan pensades per pel·lícules de 35 mm, però Larraín va rodar sobre pel·lícules de 16 mm, aconseguint un aspecte que ell qualifica de "molt especial". Larraín descriu el procés d'il·luminació de la pel·lícula de la següent manera:
| « | I després, quan estàvem rodant, estàvem fent tot tipus d'instal·lacions d'il·luminació i mai no ens va agradar res del que teníem. Un dia vam tenir un problema elèctric i tota la il·luminació que teníem instal·lada va caure abans de començar a rodar. Així que vaig demanar que algú encengués els llums de l’habitació i, quan vaig mirar el monitor, em vaig adonar que m'agradava molt la idea d’utilitzar una llum molt normal que provenia del sostre, però molta. Hem creat aquest conjunt molt senzill perquè la pel·lícula tingui aquest aspecte d'il·luminació pública. També tenia sentit perquè hi ha una certa política. I després de la prova ens vam adonar que realment funcionava perquè crea colors tan apagats amb poques ombres i això ens va agradar. Era senzill, era granulat i la paleta de colors era molt especial. Per tant, només hem utilitzat bombetes regulars, penjades per tot el conjunt, però sobretot des del sostre. | » |

## Recepció
La pel·lícula ha estat ben rebuda per la crítica i es considera una prova més del talent de Larraín, assenyalat anteriorment a Tony Manero. Va rebre quatre estrelles de The Guardian, que la v considerar "un misteriós retrat d'un temps inquietant" i Time Out, que va elogiar els "marcs humorísticament poc convencionals, els tons de colors rentats expressivament i les misterioses interpretacions discretes" que agrupa "la comèdia humana i la tragèdia històrica amb un efecte únic i sorprenentment emocional". El crític del New York Times, A. O. Scott, va escriure que "l'assoliment de Post Mortem consisteix a prendre una mesura rigorosa i no sentimental del desagradable". Post Mortem també ha estat popular al lloc web de ressenyes de pel·lícules públiques Rotten Tomatoes, on té un 88% d’aprovació basat en 34 ressenyes, amb una puntuació mitjana de 7,08/10.

## Premis
- 67a Mostra Internacional de Cinema de Venècia: Selecció Oficial[9]
- Festival Internacional de Cinema d'Antofagasta - Millor pel·lícula[10]
- Festival Internacional de Cinema d'Antofagasta - Millor actriu (Antonia Zegers)
- Festival Internacional de Cinema de l'Havana - Segon Premi Coral[11]
- Festival Internacional de Cinema de l'Havana - Millor actriu (Antonia Zegers)
- Festival Internacional de Cinema de l'Havana - Millor actor (Alfredo Castro)
- Festival Internacional de Cinema de l'Havana - Millor guió
- Festival Internacional de Cinema de l'Havana - Premi FIPRESCI
- Festival Internacional de Cinema de Cartagena de Indias - Millor pel·lícula[12]
- Festival Internacional de Cinema de Guadalajara - Millor pel·lícula
- Festival Internacional de Cinema de Guadalajara - Millor actor (Alfredo Castro)
- Festival Internacional de Cinema de Guadalajara - Millor fotografia (Sergio Armstrong)
- XVII Mostra de Cinema Llatinoamericà de Catalunya - Millor actor (Alfredo Castro)[13]